# 지방도 제514호선
지방도 제514호선은 충청북도 옥천군 이원면 원동리 원동삼거리와 대구광역시 군위군 효령면을 잇는 충청북도의 지방도이다.
용산면의 상용사거리를 통해 영동 나들목으로 진입할 수 있으며, 여기에서 경부고속도로와 교차한다. 2009년 도로현황조서 기준으로 지방도 제906호선 전체를 편입하였다.
2023년 7월 군위군 지역이 대구광역시 지역으로 편입되면서 2024년 1월에 노선 개정을 통해 군위군 지역이 지방도 지정에서 해제되었다.

## 연혁
- 2003년 2월 14일 : 충청북도 구간 노선 재지정[2]
- 2007년 3월 2일 : 영동군 용산면 배자전리 204m 구간 이설 개통[3]
- 2007년 8월 31일 : 이원 ~ 심천간 도로 확포장 공사에 따른 도로구역 변경[4]
- 2008년 12월 26일 : 지방도 도로구역 지정[5]
- 2010년 9월 : 지방도 제906호선 구간을 편입[6]
- 2017년 2월 16일 : 장군 ~ 마시간 도로(군위군 효령면 장군리 ~ 화계리) 4.98 km 구간 확장 개통[7]
- 2017년 4월 7일 : 2017년 4월 30일까지 경부고속도로 영동 ~ 옥천 확장공사로 인한 지방도 이설을 위해 영동군 옥산면 금곡리 ~ 한곡리 2.044 km 구간 도로구역 변경[8]
- 2017년 5월 26일 : 2018년 6월 30일까지 한곡소교 재가설을 위해 영동군 용산면 한곡리 60m 구간 도로구역 변경[9]
- 2021년 12월 6일 : 실 연장 반영으로 총 연장을 60.72km에서 68.2km로 변경[10]
- 2024년 1월 4일 : 종점을 군위군 효령면 화계리에서 칠곡군 가산면 석우리로 단축. 이에 따라 노선명이 '영동 ~ 부계선'에서 '영동 ~ 가산선'으로 변경 및 총 연장을 68.2km에서 61.37km로 변경.[11]

## 주요 경유지

### 본래 노선
- 옥천군
  - 이원면 원동삼거리 - 이원대교 - 백지리
- 영동군
  - 심천면 구탄삼거리 - 구탄리 - 심천리 - 심천삼거리 - 심천과선교 - 단전사거리 - 단전리
  - 용산면 시금리 - 부상리 - 가곡교 - 가곡리 - 샘표식품 영동공장 - 천작리 - 한곡리 - 삼용삼거리 - 상용사거리(영동 나들목) - 용산보건지소 - 구룡초등학교 - 구촌삼거리 - 용산면사무소 - 백자전리
  - 황간면 용암교 - 용암삼거리

### 구지방도 제906호선노선

#### 충청북도
- 영동군
  - 매곡면 매곡삼거리 - 노천교 - 유전삼거리 - 유전리 - 강진리 - 어촌보건진료소 - 어촌리 - 괘방령

#### 경상북도
- 김천시
  - 대항면 괘방령 - 향천리 - 복전교 - 복전터널 - 복전리
  - 봉산면 덕천네거리 - 대룡리
  - 대곡동 KT&G 김천공장 - 김천다수초등학교 - 대곡삼거리 - 김천 나들목 - 교동교사거리
  - 평화남산동 평화가도교
  - 자산동 직지교사거리 - 선산통로사거리 - 김천대교
  - 지좌동 김천대교 - 지좌과선교 - 문성중학교 - 무실삼거리
  - 농소면 용시삼거리 - 율곡천교
  - 율곡동 율곡천교 - 용전 교차로
  - 남면 초곡리
  - 아포읍 대신리 - 봉산리 - 봉산삼거리 - 제석리 - 경북과학기술고등학교, 아포중학교 - 아포초등학교 - 아포초등학교 교차로 - 아포역사거리 - 국사리 - 송천삼거리 - 송천리
- 구미시
  - 선주원남동 구미대학교 - 봉곡네거리 - 선주교굴다리 - 선기동
  - 도량동 제2구미교 - 제2구미교네거리
  - 원평동 제2구미교네거리 - 원평2동 행정복지센터 - 구미역 - 금오산네거리 - 금오교 - 송원육교 북단 - 터미널네거리 - KBS네거리
  - 신평동 IC네거리(구미 나들목) - 공대네거리
  - 광평동 수출탑로터리 - 코오롱네거리
  - 공단동 코오롱네거리 - 구미소방서 - 세무서네거리 - 구미대교
  - 진미동 구미대교 - 공단삼거리 - LG디스플레이 - 인동광장
  - 인동동 인동광장 - 메가박스 구미강동점 - 인동네거리 - 구평동 - 구평초등학교 - 신동
- 칠곡군
  - 가산면 학하리 - 학상리 - 송학 교차로 - 송학사거리 - 석우리 - 석우교

### 해제 구간
이 구간은 2024년부터 해제되었다.
- 대구광역시
  - 군위군
    - 효령면 고곡리 - 장군리 - 구효령정류소 - 장기교 - 마시리 - 화계리 - 마시1교

## 중복 구간
- 영동군 심천면 심천삼거리 ~ 단전사거리 : 지방도 제505호선과 중복
- 영동군 용산면 삼용삼거리 ~ 상용사거리 : 국도 제19호선과 중복
- 김천시 대항면 복전교 동단 ~ 봉산면 덕천네거리 : 지방도 제903호선과 중복
- 김천시 봉산면 덕천네거리 ~ 대곡동 대곡삼거리 : 국도 제4호선과 중복
- 김천시 지좌동 지좌과선교 ~ 무실삼거리 : 국도 제4호선과 중복
- 구미시 진미동 LG디스플레이 ~ 인동광장 : 국도 제67호선과 중복

## 도로명

### 충청북도
- 옥천군 이원면 원동삼거리 ~ 영동군 심천면 심천삼거리 : 이원심천로
- 영동군 심천면 심천삼거리 ~ 용산면 삼용삼거리 : 용심로
- 영동군 용산면 삼용삼거리 ~ 상용사거리 : 남부로
- 영동군 용산면 상용사거리 ~ 구촌삼거리 : 용산로
- 영동군 용산면 구촌삼거리 ~ 황간면 용암삼거리 : 구룡로
- 영동군 매곡면 매곡삼거리 ~ 괘방령 : 괘방령로

### 경상북도
- 김천시 대항면 괘방령 ~ 복전교 :  괘방령로
- 김천시 대항면 복전교 ~ 봉산면 덕천네거리 : 황악로
- 김천시 봉산면 덕천네거리 ~ 지좌동 무실삼거리 : 영남대로
- 김천시 지좌동 무실삼거리 ~ 아포읍 송천리 : 아포대로
- 구미시 선주원남동 구미대학교 ~ 봉곡네거리 : 야은로
- 구미시 선주원남동 봉곡네거리 ~ 샛별주유소 : 봉곡로
- 구미시 선주원남동 샛별주유소 ~ 원평동 제2구미교네거리 : 송선로
- 구미시 원평동 제2구미교네거리 ~ 신평동 IC네거리 : 구미중앙로
- 구미시 신평동 IC네거리 ~ 광평동 수출탑로터리 : 구미대로
- 구미시 광평동 수출탑로터리 ~ 인동동 인동광장 : 수출대로
- 구미시 인동동 인동광장 ~ 메가박스 구미강동점 : 삼일로
- 구미시 인동동 메가박스 구미강동점 ~ 칠곡군 가산면 석우교 : 인동가산로